# دوغاي
دوغاي (بالإنجليزية: Daugai) هي منطقة سكنية تقع في ليتوانيا في Alytus district municipality. يقدر عدد سكانها بـ 1,453 نسمة .